# Malagonahalli, Koratagere
Malagonahalli là một làng thuộc tehsil Koratagere, huyện Tumkur, bang Karnataka, Ấn Độ.